# Контроль над вооружениями
Контроль над вооружениями — термин, характеризующий международные ограничения в области разработки, производства, накапливания, распространения и использования стрелкового оружия, обычных вооружений и оружия массового поражения.

## Список основных договоров и конвенций, связанных с контролем над вооружениями
Некоторые из наиболее важных международных соглашений по контролю над вооружениями:
- Вашингтонское морское соглашение (1922-1939)
- Женевский протокол по химическому и биологическому оружию (1925)
- Договор об Антарктике (1959)
- Договор о запрещении испытаний ядерного оружия в атмосфере, космическом пространстве и под водой (1963)
- Договор о космосе (1967)
- Договор о нераспространении ядерного оружия (1968)
- Договор о морском дне (1971)
- Договор об ограничении стратегических вооружений (ОСВ-I) (1972)
- Договор об ограничении систем противоракетной обороны (1972)
- Конвенция о биологическом оружии (1975)
- Договор об ограничении подземных испытаний ядерного оружия (1974)
- Договор об ограничении стратегических вооружений (ОСВ-II) (1979, не вступил в силу)
- Конвенция о запрещении военного или любого иного враждебного использования средств воздействия на природную среду (1977)
- Конвенция о конкретных видах обычного оружия (1980)
- Соглашение о деятельности государств на Луне и других небесных телах (1979)
- Договор о ликвидации ракет средней и меньшей дальности (1987)
- Договор об обычных вооружённых силах в Европе (1990)
- Договор о сокращении стратегических наступательных вооружений (СНВ-I) (1991)
- Конвенция о запрещении химического оружия (1993)
- Договор о сокращении стратегических наступательных вооружений (СНВ-II) (1993, Россия вышла из договора в 2002)
- Договор по открытому небу (1992)
- Договор о всеобъемлющем запрещении ядерных испытаний (1996, не вступил в силу)
- Оттавский договор о запрете противопехотных мин (1997)
- Договор о сокращении стратегических наступательных потенциалов (2002)
- Международный кодекс поведения по предотвращению распространения баллистических ракет (2002)
- Конвенция по кассетным боеприпасам (2008)
- Договор о мерах по дальнейшему сокращению и ограничению стратегических наступательных вооружений (СНВ-III) (2009)
- Договор о торговле оружием (2013)

### Договоры о создании безъядерных зон
- Договор Тлателолько (1967)
- Договор Раротонга (1985)
- Бангкокский договор (1995)
- Пелиндабский договор (1996)
- Семипалатинский договор (2006)

## Примеры реализации
/ Республика Беларусь:
- Сокращения Вооружённых сил Белоруссии (1992—1996)
- Ядерное разоружение Белоруссии

 Сирийская Арабская Республика:
- Оружие массового поражения Сирии #Химическое оружие Сирии и его ликвидация